# Kogurjŏ
Kogurjo (korejsky 고구려; 高句麗) bylo jedno ze tří království Koreje, které existovalo od roku 37 před naším letopočtem do roku 668 našeho letopočtu. V době svého největšího rozsahu zahrnovalo oblast od jižního Mandžuska až k jižní části Korejského poloostrova, kde hraničilo s královstvími Pekče a Silla.
Od jména Kogurjŏ je odvozeno jméno Korea. Severokorejské Hrobky z Kogurjo a čínská Hlavní města a hrobky starověkého království Kogurjo jsou od roku 2004 zařazeny mezi Seznam světového dědictví UNESCO.
Království se rozpadlo v roce 668, kdy jej oslabily interní spory v důsledku toho, že v roce 666 zemřel silný vládce Jŏn Gäsomun, a následně jej dobyla aliance korejského království Silla a čínské říše Tchang. Jeho území následně ovládla království Sjednocená Silla a Parhe.